# Acid anorganic
Acizii anorganici (numiți și acizi minerali) sunt acizi derivați de la compuși anorganici. Aceștia sunt, totodată, opusul acizilor organici, având ca proprietăți faptul că, atunci când dizolvă un metal, acizii anorganici formează săruri și hidrogen, în funcție și de poziția metalului în Seria reactivității chimice a metalelor. 

## Caracteristici
Cei mai utilizați acizi anorganici sunt acidul sulfuric, acidul clorhidric și acidul azotic, aceștia fiind considerați acizi tari. Tăria acizilor anorganici diferă de la un acid la altul, astfel, acești acizi pot fi clasificați pe două categorii: acizi tari (acid sulfuric, de exemplu) și acizi slabi (acid carbonic sau acid boric). Aceștia tind să fie foarte ușor solubili în apă și insolubili în solvenți anorganici. 
Acizii anorganici sunt utilizați pe scară largă în multe ramuri ale industriei chimice, devenind materie primă pentru sinteza unor substanțe sau a unor elemente chimice. Mulți dintre aceștia sunt fabricați pe scară largă (de exemplu, acidul sulfuric), având utilizări practice și în viața omului. 
Acizii anorganici sunt corozivi și au gust acru; de exemplu, o soluție diluată de acid clorhidric poate fi utilizat la decapare (adică la îndepărtarea straturilor de oxizi de pe metale, de exemplu cocleala). 